# Dovre
Dovre ist eine Kommune im norwegischen Fylke Innlandet. Die Kommune hat 2516 Einwohner (Stand: 1. Januar 2025). Verwaltungssitz ist der gleichnamige Ort Dovre. Dovre liegt in der Landschaft Gudbrandsdalen.

## Geografie

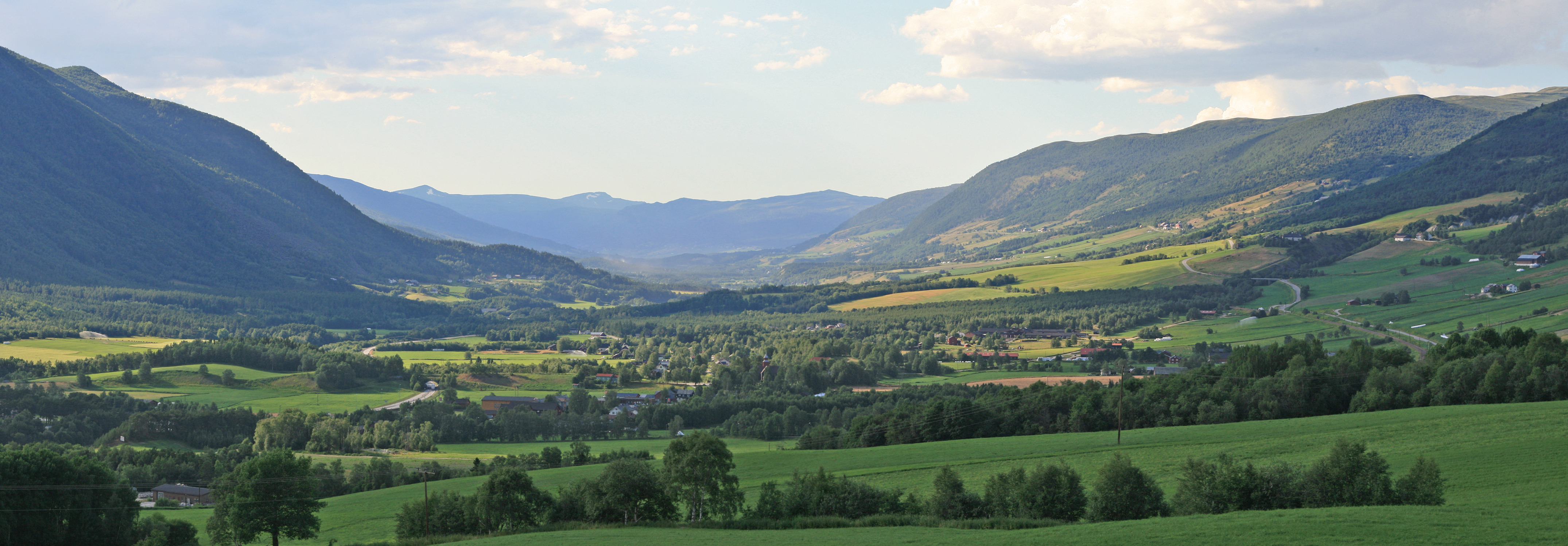
Gudbrandsdalen

Die Gemeinde grenzt an Oppdal im Norden, Folldal im Osten, Sel im Süden, Vågå im Südwesten und Lesja im Nordwesten. Durch den Westen der Kommune verläuft der nördliche Bereich des Tals Gudbrandsdalen. Durch das Tal verläuft der Fluss Lågen.
Im Norden der Kommune liegt das Gebirge Dovrefjell mit dem Dovrefjell-Sunndalsfjella-Nationalpark und dem Dovre-Nationalpark. Im Süden befindet sich der Rondane-Nationalpark im Gebirge Rondane. Die Erhebung Snøhetta im Gebirge Dovrefjell stellt mit einer Höhe von 2286,1 moh. den höchsten Punkt der Kommune Dovre dar. Weitere Berge sind unter anderem Falketind, Halvfarhøe und Fokstuhøe. Durch das Dovrefjell-Gebirge zieht sich eine Tallandschaft mit dem See Vålåsjøen und Moorflächen.

## Einwohner
Ein großer Teil der Einwohner lebt östlich des Flusses Lågen. Die Bevölkerungszahlen sind rückläufig. Dombås ist der einzige sogenannte Tettsted, also die einzige Ansiedlung, die für statistische Zwecke als eine städtische Siedlung gewertet wird. Im Jahr 2020 lebten dort 1181 Einwohner.
Die Einwohner der Gemeinde werden Dovring genannt. Dovre hat wie viele andere Kommunen der Provinz Innlandet weder Nynorsk noch Bokmål als offizielle Sprachform, sondern ist in dieser Frage neutral.
| Jahr          | 1986 | 1990 | 1995 | 2000 | 2005 | 2010 | 2015 | 2020 | 2025 |
| ------------- | ---- | ---- | ---- | ---- | ---- | ---- | ---- | ---- | ---- |
| Einwohnerzahl | 3177 | 3037 | 3074 | 2851 | 2875 | 2776 | 2745 | 2553 | 2516 |

## Geschichte

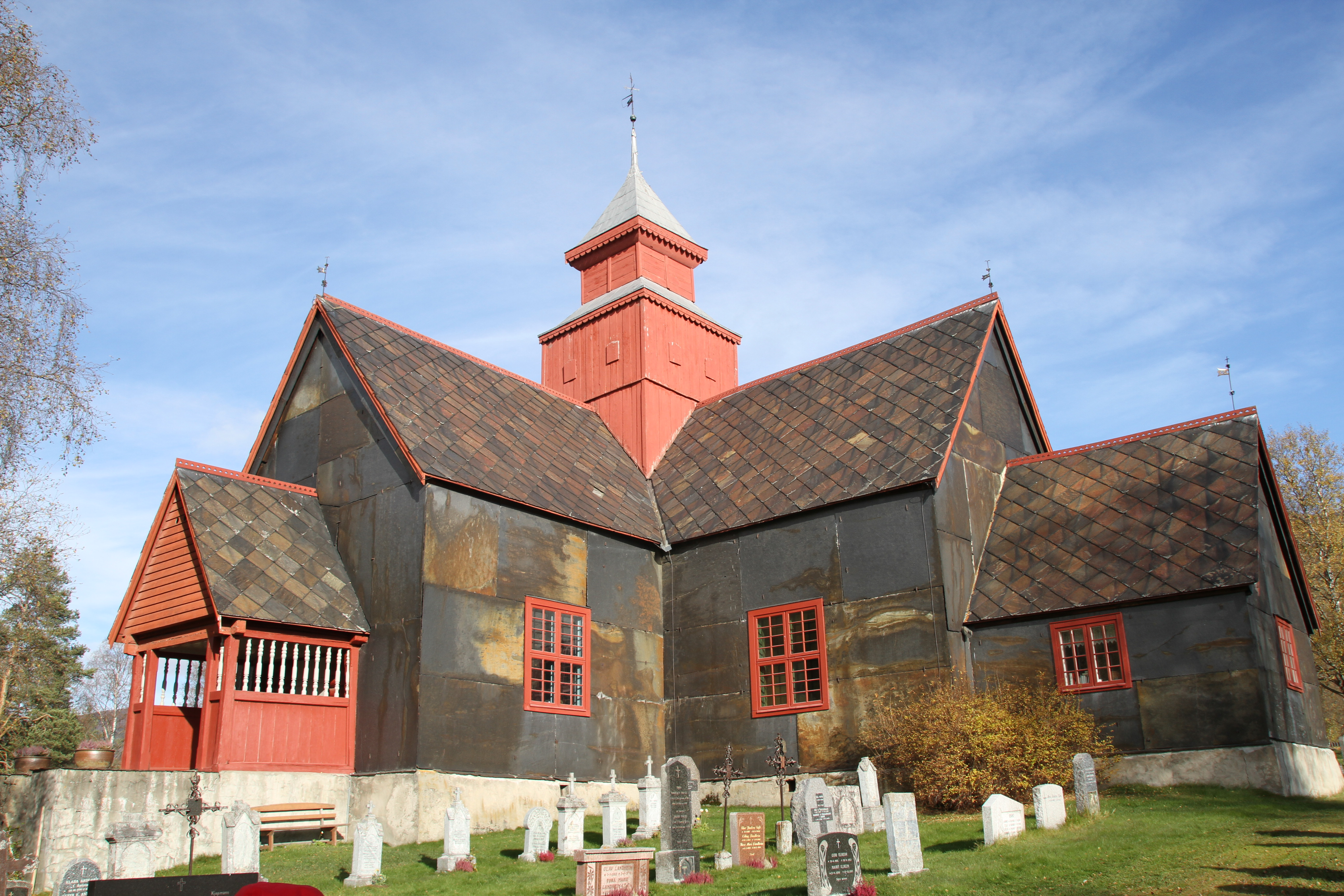
Dovre kyrkje

Die Kommune Dovre wurde im Jahr 1863 gegründet, als sie von Lesja abgespalten wurde. Dovre hatte zum Zeitpunkt seiner Gründung 2537 Einwohner, Lesja verblieb mit 3666. Zum 1. Januar 1970 ging ein von elf Personen bewohntes Gebiet an Folldal über. Bis zum 31. Dezember 2019 gehörte Dovre der damaligen Provinz Oppland an. Sie ging im Zuge der Regionalreform in Norwegen in die zum 1. Januar 2020 neu geschaffene Provinz Innlandet über.
In Tofte liegt der Tofte gård, der unter Harald Hårfagre als Königshof diente. Im April 1940 kam es in Dovre zu Auseinandersetzungen zwischen deutschen Soldaten mit norwegischen und englischen Soldaten. So wurden unter anderem 180 deutsche Fallschirmspringer eingesetzt, um den Weg für die norwegischen König und norwegische Regierungsmitglieder zu blockieren. Die deutschen Besatzer kapitulierten schließlich nach Angriffen vom norwegischen Militär.
In der Kommune liegen mehrere Kirchen: Die Dovre kyrkje ist eine Holzkirche mit einem kreuzförmigen Grundriss aus dem Jahr 1736. Das Äußere wurde später mit Schieferplatten versehen. Die Dombås kyrkje wurde 1939 erbaut und ist ebenfalls eine Kirche mit kreuzförmigen Grundriss, allerdings wurde sie nicht mit Holz erbaut. Auch bei dieser Kirche wurden Teile mit Schiefer verkleidet. Im Jahr 1969 folgte die Eysteinkyrkja, die nach König Øystein I. benannt ist. Er soll an diesem Ort bereits im 12. Jahrhundert eine Kirche erbaut lassen haben.

## Wirtschaft und Infrastruktur

### Verkehr

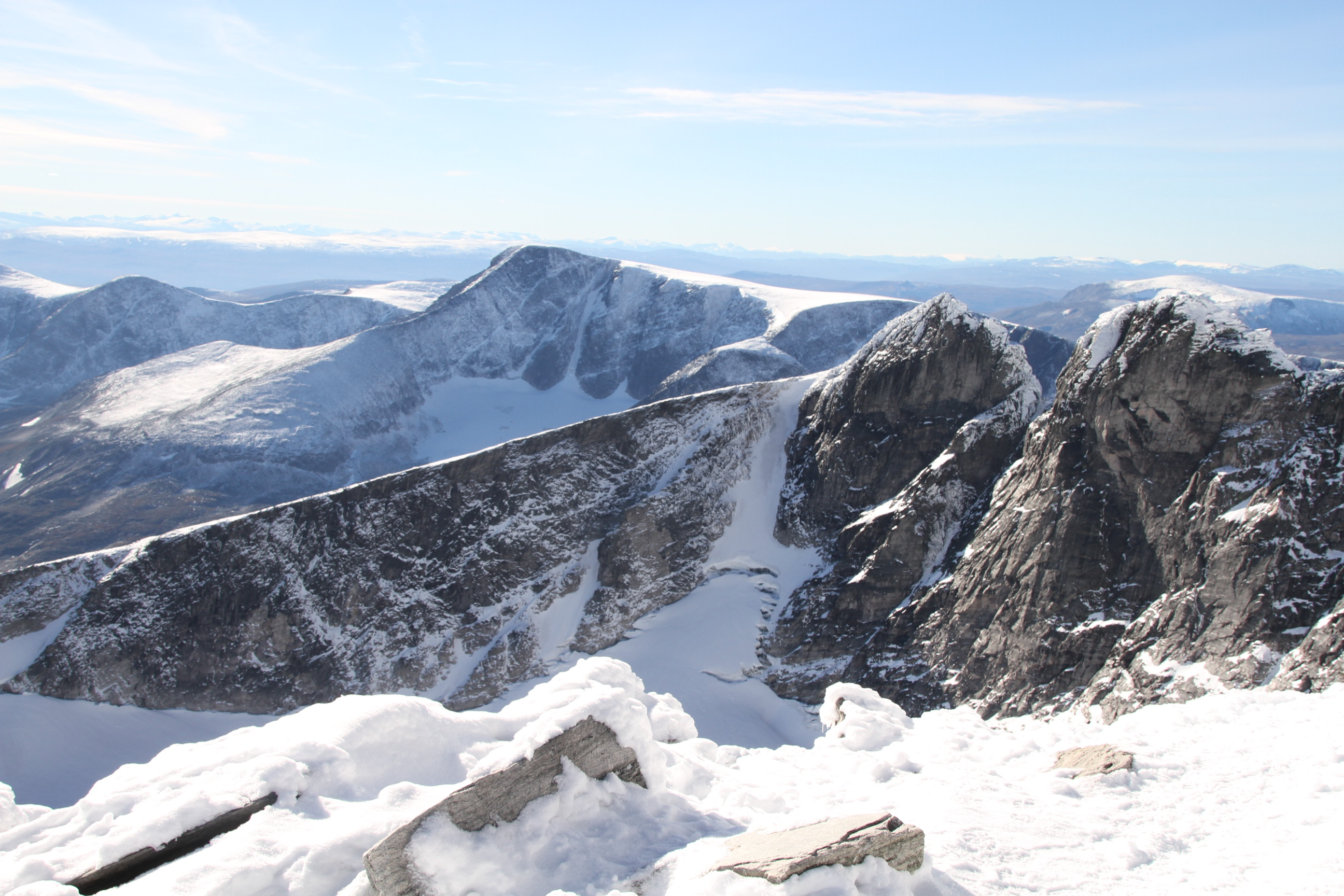
Berg Snøhetta

Der Verkehrsknotenpunkt der Kommune ist die Ortschaft Dombås. Dort mündet die Europastraße 136 (136) in die Europastraße 6 (E6). Die E6 führt vom Südwesten durch das Gudbrandsdal in den Norden. Nördlich von Dombås nahe der Gemeindegrenze biegt die Straße Richtung Nordosten ab. Die E136 kommt von Nordwesten aus der Gemeinde Lesja nach Dovre. Durch das Gudbrandsdal führt parallel zur E6 die Route der Eisenbahnlinie Dovrebanen. Bei Dombås spalten sich diese in einen nach Nordwesten führenden Zweig der Raumabane, der dem Verlauf der E136 folgt und eine Linie, die weitgehend parallel zur E6 geht. Die nordwestlichen Eisenbahn- und Straßenrouten führen nach Åndalsnes an der Küste in Møre og Romsdal, die nordwestlichen Routen führen jeweils nach Trondheim. Der Bahnhof in der Ortschaft Dovre wurde im Jahr 1913 eröffnet, als die Eisenbahnstrecke von Eidsvoll bis nach Dombås fertiggestellt wurde. Der Bahnhof in Dombås wurde im selben Jahr geöffnet.

### Wirtschaft
Traditionell war die Landwirtschaft ein bedeutendes Standbein für die Kommune. Im Laufe der Zeit wurden jedoch auch Einnahmen aus den Bereich Handel und Tourismus wichtiger. Der Tourismus basiert vor allem auf Aktivitäten in der Natur und es werden mehrere Campingplätze betrieben. Im Bereich der Industrie ist unter anderem die Holzindustrie sowie die Verarbeitung von Steinen bedeutend. In Dombås liegt eine Basis der norwegischen Luftrettung (Norsk luftambulanse). Im Jahr 2020 arbeiteten von rund 1200 Arbeitstätigen etwa 850 in Dovre selbst. Die weiteren Personen verteilten sich vor allem auf Sel, Lesja und Oslo.

## Name und Wappen
Das seit 1986 offizielle Wappen der Kommune zeigt einen schwarzen Moschusochsen auf silbernem Hintergrund.
Der Name der Kommune leitet sich vom Namen der gleichnamigen Ortschaft ab. Die Bedeutung und Herkunft des Namens ist nicht genau geklärt, eine Vermutung geht beispielsweise auf eine Herleitung über Begriffe für „Tal“ oder „Kluft“ zurück.

## Persönlichkeiten
- Ole Hjellemo (1873–1938), Komponist